# Milán-San Remo 1919
La Milán-San Remo 1919 fue la 12.ª edición de la Milán-San Remo. La carrera de ciclismo se disputó el 6 de abril de 1919. El vencedor final el italiano Angelo Gremo.

## Clasificación final
| Posición | Ciclista            | Equipo  | Tiempo      |
| -------- | ------------------- | ------- | ----------- |
| 1        | Angelo Gremo        | Stucchi | 11h 26' 00" |
| 2        | Costante Girardengo | Stucchi | + 2' 15"    |
| 3        | Giuseppe Olivieri   | Stucchi | + 8' 00"    |
| 4        | Giuseppe Azzini     | Legnano | m. t.       |
| 5        | Carlo Galetti       | Legnano | + 25' 00"   |
| 6        | Mario Santagostino  | -       | + 25' 30"   |
| 7        | Luigi Lucotti       | Bianchi | + 30' 00"   |
| 8        | Clemente Canepari   | Stucchi | + 30' 50"   |
| 9        | Giovanni Rossignoli | Bianchi | + 38' 30"   |
| 10       | Lucien Buysse       | Legnano | + 41' 30"   |